# Просадки

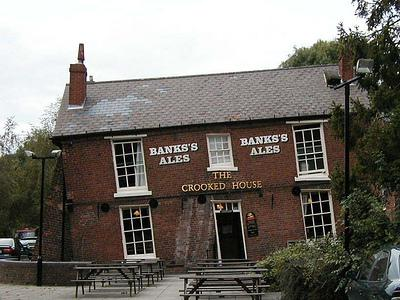
Кривой дом, образовавшийся в результате оседания шахт в XIX веке в Стаффордшире, стал туристической достопримечательностью

Просадка — вертикальное движение поверхности Земли вниз. Просадка предполагает незначительное горизонтальное движение или его отсутствие, что отличает его от потери устойчивости склона.

Виды просадок грунта

Процессы, приводящие к просадке, включают:
1. растворение нижележащих карбонатных пород подземными водами;
2. постепенное уплотнение отложений;
3. вывод жидкой лавы из-под затвердевшей корки горных пород;
4. добыча; перекачка подземных флюидов, таких как грунтовые воды или нефть;
5. искривление земной коры тектоническими силами. Проседание в результате тектонической деформации земной коры известно как тектоническое проседание[1] и может создавать условия для накопления отложений и, в конечном итоге, литификации в осадочную породу[2].

## Причины

### Растворение известняка
Просадки вызывает серьёзные проблемы в карстовых местностях, где растворение известняка потоком жидкости в недрах создаёт пустоты (то есть пещеры). Если крыша пустоты станет слишком слабой, она может разрушиться, и вышележащие скалы и земля обрушатся в пространство, вызывая оседание на поверхности. Этот тип просадок может вызвать воронки глубиной в несколько сотен метров.

### Горные работы

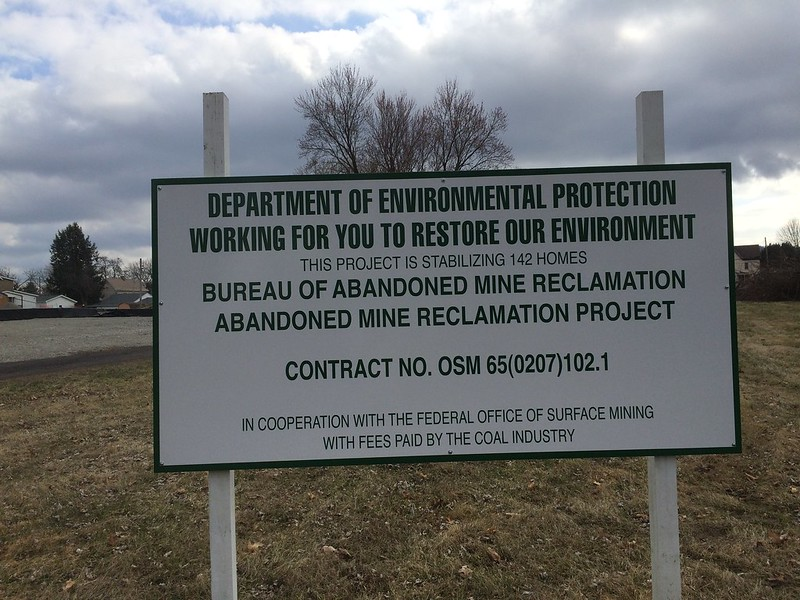
Стабилизация повреждённых домов над подземной шахтой в Браденвилле, штат Пенсильвания, США

Проседание, вызванное горными работами, относительно предсказуемо по своей величине, проявлению и степени, за исключением случаев, когда происходит внезапное обрушение столба или приповерхностного туннеля (обычно очень старые выработки). Проседание, вызванное добычей полезных ископаемых, почти всегда локализовано на поверхности над заминированной территорией, а с небольшим распространением за его пределы. Вертикальная величина оседания сама по себе, как правило, не вызывает проблем, за исключением случаев дренажа (включая естественный дренаж); причиной наихудших ущербов окружающей среде, зданиям и инфраструктуре становятся, скорее, связанные с ней поверхностные деформации сжатия и растяжения, кривизна, наклоны и горизонтальное смещение.
Там, где планируется добыча полезных ископаемых, с оседанием, вызванным горными работами, можно успешно справиться при условии сотрудничества всех заинтересованных сторон. Это достигается за счёт сочетания тщательного планирования горных работ, принятия превентивных мер и проведения ремонтных работ после добычи.

### Добыча нефти и природного газа
Если природный газ добывается из месторождения природного газа, начальное давление (до 60 МПа (600 бар)) в месторождении с годами будет падать. Давление помогает поддерживать слои почвы над полем. Если газ извлекается, отложения под давлением вскрышных пород уплотняются и могут привести к землетрясениям и оседанию на уровне земли.
С момента начала эксплуатации газового месторождения Слохтерен (Нидерланды) в конце 1960-х годов уровень земли превысил 250 км 2 сократилась на нынешний максимум на 30 см.
Добыча нефти также может вызвать значительное проседание. Город Лонг-Бич, штат Калифорния, испытал падение на 9 м в течение 34 лет добычи нефти, в результате чего инфраструктуре в этом районе был нанесён ущерб на сумму более 100 миллионов долларов. Проседание было остановлено, когда вторичные восстановительные скважины закачали достаточно воды в нефтяной пласт, чтобы стабилизировать его.

### Землетрясение
Проседание земли может происходить по-разному во время землетрясения. Большие участки земли могут резко опуститься во время землетрясения из-за смещения вдоль линий разломов. Проседание грунта может происходить также в результате оседания и уплотнения рыхлых отложений в результате сотрясения земли при землетрясении.
Управление геопространственной информации Японии сообщило о немедленном проседании грунта, вызванном землетрясением Тохоку в 2011 году. В Северной Японии оседание 0,50 м (1,64 футов) наблюдали на побережье Тихого океана в Мияко, Тохоку, в то время как в Рикузентакате оно составляло 0,84 м (2,75 футов). На юге в Соме, Фукусима, наблюдалось оседание на 0,29 м (0,95 футов). Максимальная величина просадки составила 1,2. м (3,93 футов), в сочетании с горизонтальным диастрофизмом до 5,3 м (17,3 футов) на полуострове Осика в префектуре Мияги.

### Проседание, связанное с грунтовыми водами

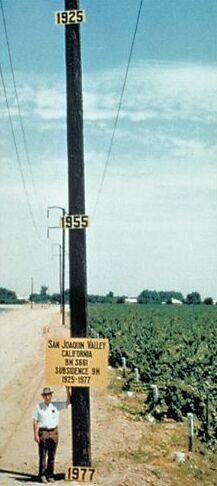
Проседание долины Сан-Хоакин. Знаки на столбе показывают приблизительную высоту поверхности земли в 1925, 1955 и 1977 годах

Проседание, связанное с подземными водами, — это проседание (или опускание) земли в результате извлечения подземных вод. Это растущая проблема в развивающемся мире, поскольку в городах увеличивается население и потребление воды без надлежащего регулирования и обеспечения выполнения насосных работ. По одной оценке, 80 % серьёзных проблем с оседанием земли связаны с чрезмерным забором грунтовых вод, что делает эту проблему растущей во всём мире.
Колебания грунтовых вод также могут косвенно влиять на разложение органического материала. Заселение низменностей, таких как прибрежные или дельтовые равнины, требует дренажа . Возникающая в результате аэрация почвы приводит к окислению её органических компонентов, таких как торф, и этот процесс разложения может вызвать значительное проседание земли. Это особенно актуально, когда уровень грунтовых вод периодически адаптируется к опусканию, чтобы поддерживать желаемую глубину ненасыщенной зоны, подвергая всё больше и больше торфа воздействию кислорода. Кроме того, осушенные почвы уплотняются в результате повышенного эффективного напряжения. Таким образом, оседание земли может стать самовоспроизводящимся со скоростью до 5 см/год. Раньше управление водными ресурсами регулировалось в первую очередь такими факторами, как оптимизация урожая, но в той или иной степени также стало учитываться предотвращение оседания грунта.

### Просадка, вызванная разломами
Когда в Земле существуют дифференциальные напряжения, они могут компенсироваться либо геологическими разломами в хрупкой коре, либо пластичным течением в более горячей и жидкой мантии. Там, где возникают разломы, может произойти абсолютное проседание висячей стенки нормальных разломов. В обратных или надвиговых разломах относительное опускание может быть измерено в подошве.

### Изостатическое проседание
Кора плавает в астеносфере, при этом соотношение массы ниже «поверхности» пропорционально её собственной плотности и плотности астеносферы. Если к локальному участку корки добавляется масса (например, путём отложения), корка оседает для компенсации и поддержания изостатического баланса.
Противоположность изостатического опускания известна как изостатический отскок — действие земной коры, возвращающееся (иногда в течение тысячелетий) к состоянию изостазии, например, после таяния больших ледяных щитов или высыхания больших озёр после последний ледниковый период. Озеро Бонневиль — известный пример изостатического отскока. Из-за веса воды, которая когда-то содержалась в озере, земная кора опустилась почти на 200 футов (61 м) для поддержания равновесия. Когда озеро высохло, корка отскочила. Сегодня на озере Бонневиль центр бывшего озера составляет около 200 футов (61 м) выше бывших краёв озера.

### Сезонные эффекты
Многие почвы содержат значительное количество глины. Из-за очень малого размера частиц на них влияют изменения влажности почвы. Сезонное высыхание почвы приводит к уменьшению как объёма, так и поверхности почвы. Если фундаменты зданий находятся выше уровня сезонного высыхания, они смещаются, что может привести к повреждению здания в виде сужающихся трещин.
Деревья и другая растительность могут оказывать значительное локальное влияние на сезонное высыхание почв. В течение ряда лет по мере роста дерева происходит кумулятивное усыхание. Это может привести к обратному проседанию, известному как вздутие или вздутие почвы, когда дерево падает или срубается. По мере преодоления кумулятивного дефицита влаги, который может длиться до 25 лет, уровень поверхности вокруг дерева поднимется и расширится в стороны. Это часто повреждает здания, если фундаменты не были укреплены или спроектированы таким образом, чтобы противостоять этому эффекту.

### Тонущие города
|  |

Тонущие города — это городская среда, которая находится под угрозой исчезновения из-за быстро меняющегося ландшафта. Крупнейшими причинами того, что эти города становятся непригодными для жизни, являются комбинированные эффекты изменения климата (проявляющиеся в повышении уровня моря, усилении штормов и штормовых нагонов), оседании земель и ускоренной урбанизации. Многие из крупнейших и наиболее быстро растущих городов мира расположены вдоль рек и побережий, что делает их уязвимыми для стихийных бедствий. По мере того, как страны продолжают инвестировать людей, активы и инфраструктуру в эти города, потенциальные потери в этих областях также возрастают. Тонущие города должны преодолеть серьёзные барьеры, чтобы должным образом подготовиться к сегодняшнему динамичному климату окружающей среды.